# Tommy Rettig
Tommy Rettig (eigentlich Thomas Noel Rettig, später Tom Rettig; * 10. Dezember 1941 in Jackson Heights, Queens, New York; † 15. Februar 1996 in Marina del Rey, Kalifornien) war ein US-amerikanischer Schauspieler und Software-Entwickler. Bekannt wurde Rettig vor allem als Kinderdarsteller durch seine Rolle des Jeff Miller in den ersten vier Staffeln der Fernsehserie Lassie von 1954 bis 1957.

## Biografie

### Jugend als Kinderstar
Rettigs Karriere begann auf der Theaterbühne, als er sechs Jahre alt war. Er ging als Little Jake in dem Musical Annie Get Your Gun mit Mary Martin auf Tournee. Danach spielte er in fast 20 Spielfilmen wie „Ein Wochenende mit Papa“ (Originaltitel „Week-End with Father“, 1951), „Ein Herz aus Gold“ („So Big“, 1953) oder auch „Fluß ohne Wiederkehr“ („River of No Return“, 1954) mit Marilyn Monroe und Robert Mitchum.
In dem Oscar-nominierten Musical Die 5000 Finger des Dr. T. musste er 1953 gemeinsam mit einem Hund spielen. Seine Leistung sprach den Tiertrainer Rudd Weatherwax an, der ihm nahelegte, sich für die Hauptrolle in der Fernsehserie Lassie zu bewerben, für die Weatherwax die Rough-Collie-Hunde trainierte.
Rettig spielte den Jeff vier Jahre lang, ehe er aus seinem Vertrag wieder herauskam. Später sagte er in Interviews, er habe sich nach einem normalen Leben als Teenager gesehnt und kritisierte, wie Kinderstars seinerzeit behandelt wurden.

### Neue Karriere als Erwachsener
Den Übergang vom Kinderstar ins Erwachsenenalter fand Rettig schwierig. Helfen sollte ihm dabei, dass er sich nun „Tom“ statt „Tommy“ nannte. Mit 18 heiratete er eine 15-Jährige, im Jahr darauf wurde er Vater. Bis 1965 spielte er noch mehrmals in einzelnen Folgen von Fernsehserien wie „Auf der Flucht“, „Peter Gunn“ oder „Im wilden Westen“; daneben versuchte er, seinen Lebensunterhalt mit „normalen“ Jobs wie Hosenverkäufer oder Blumenlieferant zu verdienen. Mehrmals kam er wegen Problemen mit Drogen in die Schlagzeilen und wurde wegen des Anbaus von Marihuana auf seiner Farm verurteilt. Von 1967 bis 1971 hatte er seine eigene Produktionsfirma, Potpourri Productions, die mehr als hundert Fernsehwerbespots und Industriefilme drehte. In den 1970ern wurde er Motivationstrainer. In diesem Job kam er mit Adresslisten und dadurch mit Datenbanken in Kontakt, die ihn 1981 dazu brachten, in die Computerbranche einzusteigen.
In den letzten 15 Jahren seines Lebens war Rettig ein bekannter Software-Entwickler und Experte für Datenbanksysteme. Er war einer der ersten Angestellten der Ashton-Tate Corporation, spezialisiert auf dBASE, Clipper, FoxBASE und FoxPro.
Rettig war 1991 noch einmal im Fernsehen zu sehen, mit einem Gastauftritt in der Folge The Amazing Lassie der Fernsehserie „The New Lassie“ neben dem zweiten Lassie-Herrchen Jon Provost. Nach seinem Tod wegen Herzversagens im Alter von 54 Jahren nahmen an einem Gedenkgottesdienst in Marina del Rey Roger Clinton, Jr. und etwa zehn weitere ehemalige Kinderstars teil. Rettigs Asche wurde vor seinem Wohnort ins Meer verstreut.

## Filmografie (Auswahl)
- 1949–1958: Westinghouse Studio One (Fernsehserie, 3 Folgen)
- 1950: Unter Geheimbefehl (Panic in the Streets)
- 1950: Der geheimnisvolle Ehemann (The Jackpot)
- 1950: Einmal eine Dame sein (Two Weeks with Love)
- 1951: Tödliches Pflaster Sunset Strip (The Strip)
- 1951: Cornelia tut das nicht (Elopement)
- 1951: Ein Wochenende mit Papa (Weekend With Father)
- 1952: Paula
- 1953: Die 5000 Finger des Dr. T. (The 5,000 Fingers of Dr. T)
- 1953: Ein Herz aus Gold (So Big)
- 1954: Fluß ohne Wiederkehr (River of No Return)
- 1954: Unter zwei Flaggen (The Raid)
- 1954: Sinuhe der Ägypter (The Egyptian)
- 1954–1957: Lassie (Fernsehserie, 116 Folgen)
- 1955: Die Verlorenen (The Cobweb)
- 1955: In Acht und Bann (At Gunpoint)
- 1956: Der letzte Wagen (The Last Wagon)
- 1958/1961: Sugarfoot (Fernsehserie, 2 Folgen)
- 1961: Peter Gunn (Fernsehserie, Folge 3x19 I Know It's Murder)
- 1962: Im Wilden Westen (Death Valley Days, Fernsehserie, Folge 11x09)
- 1965: Auf der Flucht (The Fugitive, Fernsehserie, Folge 3x04)
- 1965–1966: Never Too Young (Fernsehserie, 11 Folgen)
- 1992: Lassie (The New Lassie, Fernsehserie, Folge 2x23 The Computer Study)